# On a Night Like This (Kylie Minogue-sang)
"On a Night Like This" er en sang af den australske sangerinde Kylie Minogue fra hendes syvende studiealbum Light Years (2000). Sangen blev udgivet som albummets anden single den 25. september 2000.

## Udgivelse og indspilning
"On a Night Like This" er skrevet af Steve Torch, Graham Stack, Mark Taylor and Brian Rawling, og blev produceret af Graham Stack og Mark Taylor. Sangen blev indspillet i London, England. Minogue indspillet også en B-side med titlen "Ocean Blue". Sangen blev udgivet i Australia og New Zealand den 25. september 2000 af Mushroom Records, og blev udgivet i hele verden af Parlophone.
I Australien nåede sangen førstepladsen på ARIA Charts og blev certificeret platina af Australian Recording Industry Association. Sangen blev også vellykket i Storbritannien og nåede nummer to på UK Singles Chart. Den var en begrænset succes andre steder og nåede nummer 35 i New Zealand. Sangen nåede nummer 33 i Sverige og senere nummer 31. Sangen var mindre vellykket i andre lande og nåede nummer 20 i Finland. Sangen nåede kun nummer 69 i Frankrig og nummer 64 i Nederlandene.

## Komposition
"On a Night Like This" er en dance pop-sang med stærke elementer af nu-disco og små portioner af europop. Sangen indeholder også en fremtrædende brug af synthesizere og andre vokale harmonier.

## Formater og sanger
| Australske CD 1 1. "On a Night Like This" — 3:32 2. "On a Night Like This" (Rob Searle Mix) — 7:58 3. "On a Night Like This" (Motiv8 Nocturnal Vocal Mix) — 7:31 4. "On a Night Like This" (Bini and Martini Club Mix) — 6:34 5. "On a Night Like This" (Video) Britiske CD 1 1. "On a Night Like This" — 3:32 2. "Ocean Blue" — 4:22 3. "Your Disco Needs You" (Almighty Mix) — 8:22 4. "On a Night Like This" (Enhanced Video) Europæiske CD 1 1. "On a Night Like This" — 3:32 2. "Ocean Blue" — 4:22 3. "Your Disco Needs You" (Almighty Mix) — 8:22 4. "On a Night Like This" (Halo Mix) — 8:05 | Britiske CD 2 1. "On a Night Like This" — 3:32 2. "On a Night Like This" (Rob Searle Mix) — 7:58 3. "On a Night Like This" (Motiv8 Nocturnal Vocal Mix) — 7:31 Europæiske CD 3 1. "On a Night Like This" — 3:32 2. "Ocean Blue" — 4:22 3. "Your Disco Needs You" (Video) |

## Hitlister
| Hitliste (2000)                    | Placering |
| ---------------------------------- | --------- |
| Australien (ARIA Charts)           | 1         |
| Belgien (Ultratop Vallonien)       | 29        |
| Finland (Suomen virallinen lista)  | 20        |
| Frankrig (SNEP)                    | 69        |
| Tyskland (Media Control Charts)    | 72        |
| Irland (Irish Singles Chart)       | 16        |
| Nederlandene (Mega Single Top 100) | 64        |
| New Zealand (RIANZ)                | 35        |
| Schweiz (Schweizer Hitparade)      | 31        |
| Sverige (Sverigetopplistan)        | 51        |
| Storbritannien (UK Singles Chart)  | 2         |